# Сильви Грумбах
Сильви Грумбах (фр. Sylvie Grumbach; род. 22 марта 1947 года в Париже, Франция) — креативный директор и основатель пресс-агентства 2e Bureau. Она была успешным редактором моды и пресс-атташе для многих величайших дизайнеров мира. Кроме того, она была одним из создателей Le Palace, культового ночного клуба в Париже.

## Биография
Сильви Грумбах родилась 22 марта 1947 года в Париже, она — внучка парижского модельера и сестра Дидье Грумбаха. Еe дед, Серф Мендес-Франс, основал швейную компанию C. Mendès в 1902 году. Ее дядя по материнской линии — Пьер Мендес-Франc, бывший президент Совета Третьей и Четвертой Республики. Сильвия всегда была увлечена творческим миром. Она была успешным редактором моды и пресс-атташе для многих крупнейших мировых дизайнеров, таких как Эмануэль Унгаро, Валентино, Вивьен Вествуд, Коджи Тацуно. Кроме того, она работала с ночным клубом Le Palace в Париже, перед тем, как основала Пресс-агентство 2e Bureau в 1983 году — с тех пор Сильви была с Агентством все эти годы.

## Le Palace
Ночной клуб Le Palace был символом 1980-х, храмом парижских ночей семидесятых и восьмидесятых годов XX столетия. Посетители клуба могли увидеть здесь в те времена Ролана Барта, Френсиса Бэкона, Рудольфа Нуреева, Грейс Джонс, Мика Джаггера, Сержа Генсбура, Энди Уорхола, Карла Лагерфельда, Ив Сен-Лорана и Кензо. Сильви Грумбах была пресс-атташе Le Palace и постоянно приглашала в клуб многих знаменитых людей. После смерти Фабриса Эмира (основателя клуба), она покинула Le Palace.
В 2004 году Колин Леду снял документальный фильм «Pink Palace» о знаменитом парижском ночном клубе при участии Сильви.

## 2e Bureau
Пресс-агентство 2e Bureau («2-е Бюро») было создано Сильви Грумбах 26 апреля 1984 года после ухода из Le Palace. Это необычное наименование родилось от игры слов; 2e Bureau было названием французской секретной разведывательной службы во время Второй мировой войны. Сильви Грумбах выбрала это имя, чтобы подчеркнуть тот факт, что ее Пресс-агентство «2-е Бюро» похоже на второй офис ее клиентов, что означает, что агентство полностью привержено им. Так как большинство из них были иностранными компаниями, структура Бюро должна была быть посредником для них во Франции в области продвижения и коммуникации. С 1989 года, с момента основания Visa pour l'Image, 2e Bureau принимает активное участие в ежегодных мероприятиях фестиваля фотожурналистики в Перпиньяне. Она работает с людьми в области моды, фотографии, литературы, гуманитарной работы, дизайна, продуктов питания, туризма, компаний, таких как Motorola, Nokia, Swatch и стремится объединить лидеров из разных отраслей, чтобы сотрудничать и создавать прекрасные вещи. 2e Bureau поддерживает и освещает крупнейшие парижские события в области фотографии и моды — Festival de Hyères, Paris Photo, Premier Vision, Salon de la Photo, Azzedine Alaia, World Press Photo и другие.